# Medicina unani

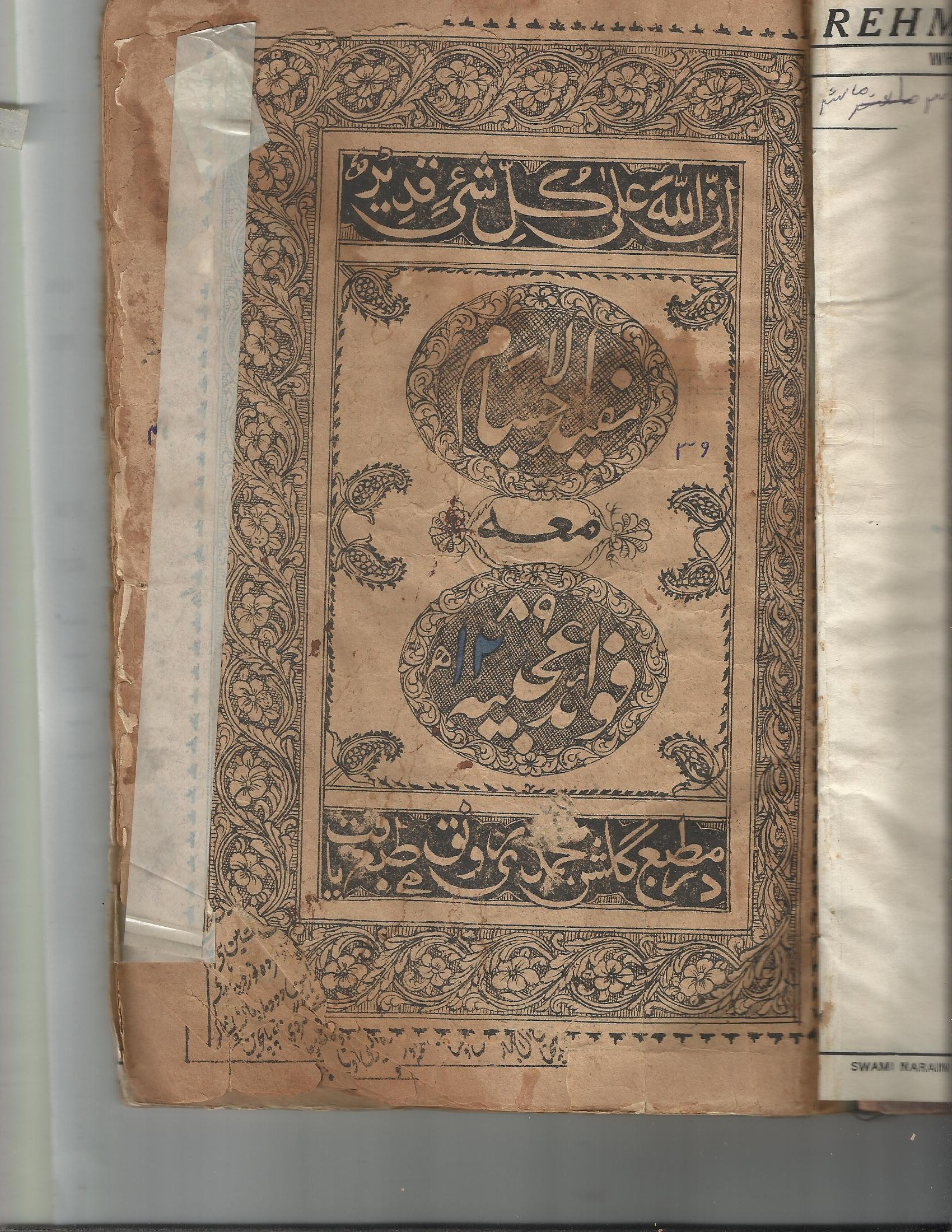
Portada de un libro Unani sobre fisiología escrito en urdu, publicado en la India en 1868.

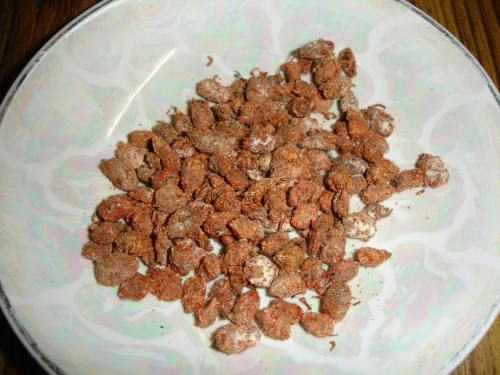
Birbahuti (Trombidium) se utiliza como remedio en la medicina Unani

La medicina yunani (del árabe  yūnānī, también escrita unani en inglés) o yunani-tibb, tiene su origen en la medicina europea medieval basada en los métodos terapéuticos de la antigua Grecia, es decir, en la teoría de los cuatro humores: bilis negra, bilis (bilis amarilla), flema y sangre.

## Etimología
El término en árabe «unani» or «yunani» proviene de la palabra griega Ἰωνία (Iōnía) o Ἰωνίη (Iōníe), en referencia al mundo de la Antigua Grecia.

## Historia
Fue desarrollada por Hipócrates y luego por Galeno. Siglos después sirvió de manual para eruditos árabes y persas como Rhazes (al-Razi), Avicenna (Ibn Sena), Al-Zahrawi, and Ibn Nafis. Los tratados más importantes están en su mayoría escritos en árabe. Los árabes y persas conocían la medicina yunani en India y China, así como en España y en la Francia del Mediterráneo. Esta escuela médica era la que se enseñaba en la Facultad de Medicina de Montpellier, cuando esta era la principal universidad de la Corona de Aragón -hasta mediados del siglo XIV- por la que pasaron desde Arnaldo de Vilanova (Arnau de Vilanova) hasta Raimundo Lulio (Ramon Llull).
Hoy en día, ocupa un lugar importante en la medicina tradicional en la India junto a la Ayurveda, particularmente en los núcleos de raigambre musulmana, como Delhi. Fue introducido por los invasores musulmanes, de cultura superficialmente arabizada y lengua persa o túrquica. Esta medicina se ha desarrollado principalmente dentro de la comunidad musulmana y conoció su apogeo en el siglo XVII en la corte del Imperio Mogol. En la actualidad se practica y enseña de la misma forma que la medicina ayurvédica, es decir, como medicina tradicional india, aunque originalmente no lo sea -como tampoco lo es la homeopatía, también muy arraigada en India desde hace más de un siglo y considerada como tradicional y propia. Sus centros de enseñanza están ubicados en la Universidad de Aligarh y en el Nizamiah Tibbi College de la Universidad de Haiderabad, en Delhi. Los médicos de la tradición médica se denominan bagîm.
La Organización Mundial de la Salud ha recuperado y publicado libros y tratados sobre medicina yunani.